# Métro, boulot, dodo
Pour l’article homonyme, voir Métro-boulot-dodo (série télévisée).
« Métro, boulot, dodo » est une expression inventée en 1968 par Pierre Béarn à partir d'un vers qu'il a écrit en 1951 et censée représenter le rythme quotidien des Parisiens, ou plus généralement des citadins :
- « métro » : trajet en métro le matin,
- « boulot » : journée de travail,
- « dodo » : retour au domicile et nuit de sommeil.

Cette expression, ainsi que le poème, est une critique de la monotonie et la répétition d'un quotidien trop constant et vu sans issue possible. Elle est devenue un des slogans de Mai 68.

## Extrait du poème
Le vers dont s'inspire cette expression est tiré du recueil de poésie Couleurs d'usine, paru en 1951 :

« Au déboulé garçon pointe ton numéro
Pour gagner ainsi le salaire
D'un morne jour utilitaire
Métro, boulot, bistro, mégots, dodo, zéro »